# Premio San Pedro
Le Premio San Pedro - Clásica de Irún est une course cycliste espagnole disputée le 29 juin près d'Irun, dans la communauté autonome du Pays basque. Elle est organisée par le Club Ciclista Irunés.
La première édition de l'épreuve se serait tenue à la fin du XIXe siècle, en 1888,. En 2017, la compétition fête sa 98e édition. 

## Palmarès depuis 1993
| Année     | Vainqueur               | Deuxième                | Troisième            |
| --------- | ----------------------- | ----------------------- | -------------------- |
| 1993      | Imanol Galarraga        |                         |                      |
| 1994      | Rafael Díaz Justo       |                         |                      |
| 1995      | Ricardo Otxoa           |                         |                      |
| 1996      | David Cancela           |                         |                      |
| 1997      | Ernesto Manchón         |                         |                      |
| 1998      | Igor Astarloa           |                         |                      |
| 1999      | Imanol Ayestarán        | Javier Miguel           | Luis Moyano          |
| 2000      | Julen Fernández (es)    | Daniel Fernández        | Álvaro Bello         |
| 2001      | Juan Fuentes            | Gorka Verdugo           | Íñigo Urretxua       |
| 2002      | Mikel Elgezabal (es)    | Joseba Zumeta           | Antton Luengo        |
| 2003      | Gorka Verdugo           | Fernando Torres         | José Daniel Aguado   |
| 2004      | Antonio Berasategi (es) | Beñat Albizuri          | Ekleylson Marques    |
| 2005      | Gaizka Lasa             | Seth Collins            | Mikel Elgezabal (es) |
| 2006      | Iker Aramendia          | Mikel Nieve             | Eduardo de Miguel    |
| 2007,     | Óscar Pujol             | Ugaitz Artola           | Fabricio Ferrari     |
| 2008      | Ismael Esteban          | Ibon Zugasti            | Garikoitz Bravo      |
| 2009      | Ibon Zugasti            | Oriol Colomé            | Nicolas Capdepuy     |
| 2010      | Yelko Gómez             | Ibon Zugasti            | Daniel Díaz          |
| 2011      | Yelko Gómez             | Jorge Martín Montenegro | Imanol Iza           |
| 2012      | Antton Ibarguren        | Miguel Ángel Benito     | Andrés Sánchez       |
| 2013      | Pablo Lechuga           | Jaime Rosón             | Antton Ibarguren     |
| 2014      | Karl Baudron            | Eneko Lizarralde        | Jonathan Lastra      |
| 2015      | Mikel Aristi            | Antonio Pedrero         | Jorge Arcas          |
| 2016      | Óscar Rodríguez         | Josu Zabala             | Egoitz Fernández     |
| 2017      | Iker Azkarate           | Nicolás Sáenz           | Julián Barrientos    |
| 2018      | Roger Adrià             | José Félix Parra        | Jon Agirre           |
| 2019      | Jokin Murguialday       | Jefferson Cepeda        | Joseba López         |
| 2020-2021 | Pas organisé            | Pas organisé            | Pas organisé         |
| 2022      | Abel Balderstone        | Mulu Hailemichael       | Ander Ganzabal       |
| 2023      | Unai Aznar              | Ander Ganzabal          | Samuel Fernández     |
| 2024      | Ander Ganzabal          | Iker Pérez              | Álex Díaz            |
| 2025      | Iker Trigo              | Franklin Archibold      | Marc Rubirola        |